# Echium bonnetii
Echium bonnetii är en strävbladig växtart som beskrevs av Auguste Henri Cornut de Coincy. Echium bonnetii ingår i släktet snokörter, och familjen strävbladiga växter.

## Underarter
Arten delas in i följande underarter:
- E. b. pachycaulon
- E. b. fuerteventurae